# Tề Vô Tri
Tề Vô Tri (chữ Hán: 齊無知; cai trị 686 TCN – 685 TCN), tên thật là Khương Vô Tri (姜無知), hay còn gọi là Công Tôn Vô Tri (公孫無知), là vị vua thứ 15 của nước Tề - chư hầu nhà Chu trong lịch sử Trung Quốc.

## Quan hệ với Tề Tương công
Ông là con trai của Di Trọng Niên - em Tề Ly công – vua thứ 13 nước Tề, tức là cháu gọi Ly công bằng bác.
Tề Ly công rất quý Vô Tri. Năm 699 TCN, Di Trọng Niên qua đời, Tề Ly công thương tiếc em bèn nuôi dưỡng cháu và cho Vô Tri hưởng chế độ như thế tử Chư Nhi. Nhưng Chư Nhi thường hay tranh chấp và xô xát với ông.
Năm 698 TCN, Ly công qua đời, Chư Nhi lên nối ngôi, tức là Tề Tương công. Tề Tương công thù hận ông, bèn truất bỏ các chế độ mà vua bác đã ban cho Vô Tri.

## Giành ngôi và bị giết
Năm 686 TCN, hai tướng Liên Xưng và Quản Chí Phủ oán hận Tề Tương công vì vua Tề sai họ đi trấn thủ đất Quỳ Khâu từ năm trước, hẹn tới mùa dưa năm đó thì cho người khác ra thay thế, song lại thất hứa.
Hai tướng bàn nhau làm loạn, lập Công Tôn Vô Tri lên ngôi. Liên Xưng vốn có em gái họ là Liên Thị là vợ Tề Tương công nhưng không được yêu. Liên Xưng sai người về nói với Liên thị, hẹn làm người đưa tin và hứa sẽ cho làm vợ Vô Tri.
Tháng 12 năm 686 TCN, Tề Tương công đi săn ở Bái Khâu. Liên thị ngầm sai người báo cho Liên Xưng biết. Liên Xưng và Quản Chí Phủ cùng Công Tôn Vô Tri bèn mang quân tới đột kích. Buổi đêm, quân Vô Tri cùng Liên, Quản đánh úp giết chết Tề Tương công.
Công Tôn Vô Tri được lập làm vua, lấy em Liên Xưng là Liên thị làm phu nhân.
Theo Sử ký, đầu năm 685 TCN, Vô Tri ra chơi đất Ung Lâm. Người đất Ung Lâm vốn có thù oán với ông nên đã đánh úp giết chết ông. Người nước Tề lập em Tề Tương công là Khương Tiểu Bạch lên ngôi, tức là Tề Hoàn công.
Vô Tri làm vua chỉ được vài tháng, không rõ bao nhiêu tuổi.

## Trong văn học
Công Tôn Vô Tri được nhắc đến trong tiểu thuyết Đông Chu liệt quốc. Ông xuất hiện từ hồi 14 đến hồi 15.
Về cái chết của ông, Đông Chu Liệt Quốc chép khác với Sử ký. Theo đó không phải Ung Lâm là tên đất mà là tên một đại thần trong triều. Khi Vô Tri lên ngôi, Ung Lâm giả vờ thần phục, rồi đồng mưu với Cao Hề và Đông Quách Nha làm binh biến giết ông tại kinh thành Lâm Tri.